# バディストライク
『バディストライク』は、KAITOによる日本の漫画。野球を題材とした少年漫画で、全11話が『週刊少年ジャンプ』（集英社）にて、2015年51号から2016年10号まで連載された。
甲子園を目指す高校球児のバッテリーを主役とした作品である。

## 登場人物
荒狼亮（あらかみ りょう）
主人公。投手。中学時代にはストレートの速度が140㎞/hに達していたが、完全なノーコンであり4回を投げて30失点を喫して5回コールドで負けたことがある。コントロールが悪かったのにはメンタル的な要因があったという。要とバッテリーを組んでからは豪速球にコントロールが加わった。野球に関しては努力家だが、勉強は極めて苦手。
安導要（あんどう かなめ）
「死神」と呼ばれるキャッチャーで、バッテリーを組んだピッチャーは死ぬという評判であった。兄の優太を火事で失っている。登場当初は図太い性格を見せていたが、後半からは心の弱さを見せる描写がある。亮の家の近所に住んでいる。
鹿真城雄治（しかまき ゆうじ）
亮が麒麟児高校に入学してきたときには3年生で、エースピッチャー。入学早々「俺はエースピッチャーになる」と校内放送で宣言した亮に対して「1年生9人をより多く打ち取った方が勝ち」と勝負を仕掛ける（結果は鹿真城の勝利）。
東郷猛（とうごう たける）
亮が麒麟児高校に入学してきたときには3年生で、野球部主将。要をキャッチャーとして認めていなかった。
日雀隼人（ひがら はやと）
朱雀工業高校の選手。「走らずに塁を盗む」と評される、瞬間移動の使い手。
斧塚尹彦（おのづか のぶひこ）
朱雀工業高校の選手。消える分身魔球の使い手。
八象慶司（やぞう けいし）
玄武高校の選手。大柄の坊主頭で、全てのボールを素手で取るショート。
丸岡亀吉（まるおか かめきち）
玄武高校の選手。テングザルのような鼻で太っている。衝撃波でホームランを撃ち落とす外野手。
真島掛虎（まじま かけとら）
白虎高校の選手。アフロヘアーが特徴。ボールを粉砕する強振を誇る。
豹童誠一（ひょうどう せいいち）
白虎高校の選手。銀髪で色黒。金属バットを粉砕する剛球の持ち主。

## 反響
架神恭介は最終回に世界観がガラリと変わる超人選手が複数登場したのは自分も『よいこの君主論』で似たことをやっているため理解を示していた。作者がヤケになったのではなく何かしら爪痕を残したかった、話題になったことでそれまでの話も読んでもらって好きになってくれる可能性に賭けた、打ち切られて気分が落ち込んでるときにテンションを上げるためだったなどの可能性を挙げたが、いずれにしてもそれまでの雰囲気が好きだった読者のことは考えていない。本作の最終回はインパクトに欠けて最近では『LIGHT WING』が同じ方向性でレベルの高いことをやったこともあり爪痕を残すにしてはやや厳しい、トンデモ展開をやっていながら後半で突然正気に戻ったような展開で終わってしまっていると指摘した。第7話から「キャッチャーとは何か」との問題提起がなされたが何が言いたかったのはよくわからずきちんとした答えが示されず、問題がないのに問題提起をされているようで、最終回のネタは爽快だったが「キャッチャーとは何か」のことに立ちかえるとフワフワしてモヤモヤ感だけが残ったと評した。

## 書誌情報
- KAITO 『バディストライク』 集英社 〈ジャンプ・コミックス〉、全1巻
  1. 2016年4月4日発売[6]、ISBN 978-4-08-880707-2